# Tunkabogöl
Tunkabogöl är en sjö i Alvesta kommun i Småland och ingår i Lagans huvudavrinningsområde. Sjön är 2,9 meter djup, har en yta på 0,022 kvadratkilometer och befinner sig 210 meter över havet.